# Radkov (Jihlavai járás)
Radkov település Csehországban, a Jihlavai járásban. Radkov Dyjice, Černíč, Zvolenovice, Telč és Strachoňovice településekkel határos. Lakosainak száma 231 fő (2024. január 1.).

## Népesség
A település lakosságának változását az alábbi diagram mutatja:
| Lakosok száma | 237  | 295  | 284  | 233  | 240  | 229  | 247  | 246  | 237  | 231  |
|               | 1869 | 1890 | 1921 | 1950 | 1980 | 2001 | 2017 | 2019 | 2022 | 2024 |